# José María Arguedas
José María Argeudas Altamirano (18. ledna 1911 Andahuaylas – 2. prosince 1969 Lima) byl peruánský spisovatel a antropolog, píšící španělsky i kečuánsky. Byl kreolského původu, ale vzhledem k předčasné smrti matky a pracovnímu zaneprázdnění otce ho vychovali indiáni. Vystudoval Universidad Nacional Mayor de San Marcos v Limě, kde později vyučoval etnologii, zabýval se tradicemi andských domorodců a jejich konfrontací s moderním způsobem života. Jako první přeložil do španělštiny významné dílo kečuánské literatury ze 16. století, tzv. Rukopis z Huarochirí.
V roce 1937 byl vězněn za účast na demonstraci proti návštěvě Benita Mussoliniho v Peru. V roce 1941 vydal svůj první román Yawar Fiesta, řazený do literárního proudu indigenismu. Pracoval také pro peruánské ministerstvo školství a Národní historické muzeum, v roce 1968 mu bylo uděleno ocenění Premio Inca Garcilaso de la Vega. Ve věku padesáti osmi let se zastřelil ve své univerzitní pracovně, jako důvod uvedl rozčarování z odumírání domorodé kultury.
Do slovenštiny byl přeložen autobiografický román Hlboké rieky (Slovenský spisovateľ, 1979), česky vyšel esej Kosmická samota v kečujské poezii v antologii Druhý břeh Západu (Mladá fronta, 2004).